# Comunitat de comunes Gâtinais-Val de Loing
La Comunitat de comunes Gâtinais-Val de Loing (oficialment: Communauté de communes Gâtinais-Val de Loing) és una Comunitat de comunes del departament de Sena i Marne, a la regió de l'Illa de França.
Creada al 2009, està formada 20 municipis i la seu es troba a Souppes-sur-Loing.

## Municipis
1. Arville
2. Aufferville
3. Beaumont-du-Gâtinais
4. Bougligny
5. Bransles
6. Chaintreaux
7. Château-Landon
8. Chenou
9. Égreville
10. Gironville
11. Ichy
12. Lorrez-le-Bocage-Préaux
13. La Madeleine-sur-Loing
14. Maisoncelles-en-Gâtinais
15. Mondreville
16. Obsonville
17. Poligny
18. Souppes-sur-Loing
19. Vaux-sur-Lunain
20. Villebéon